# IEEE 1284
IEEE 1284 (kolokvijalnog naziva centronics) je paralelni međusklop koji se pojavio na tržištu u 1970-tim godinama i bio izuzetno popularan za spajanje računala s pisačem prije pojave USB-a. Ovaj međusklop je dobio ime po američkom proizvođaču igličnih pisača Centronics iz Hudsona (New Hampshire) koji ga je razvio. Centronics je bio kvazi standard dugo vremena i tek 1994. IEEE je ratificirao ovaj međusklop dobivši pri tom oznaku IEEE 1284, no kolokvijalno centronics je bilo popularnije ime zbog kasne ratifikacije.